# Sporting Clube Olhanense
Maillots
Le SC Olhanense est un club portugais de football basé à Olhão dans la région de l'Algarve crée en 1912 et disparu en 2023.

## Histoire
C'est en 1912 qu'un groupe de jeunes gens, comme souvent lors de la constitution des clubs de football portugais, mené par un leader - Mr Amrando Amâcio - donne naissance au Sporting Clube Olhanense et permet à la ville de Olhão (région Algarve au Portugal) d'avoir cette modalité nouvelle pour l'époque : le football.
Le club se développe, suscite un engouement populaire et parvient à gagner le championnat national portugais le 22 octobre 1924, soit à peine 12 ans après sa création.
La pratique du football prend une envergure énorme au Portugal si bien que le gouvernement portugais décide de mettre de l'ordre dans la pratique de ce sport. Ainsi sont créés en 1934 le championnat de première et de deuxième division national portugais. Le sporting clube de Olhanense est d'office obligé d'intégrer le championnat de seconde division qu'il remporte, ce sans pouvoir aller en première division car les règlements de l'époque ne prévoient pas le passage de seconde en première division.
Ce n'est que lors de la saison 1940-41 que le Sporting club de Olhanense peut enfin jouer parmi l'élite, après que les règlements du football portugais aient été modifiés.
En 1945, le club atteint la finale de la Coupe du Portugal (défaite 1-0 face au Sporting Clube de Portugal).
En 1959, le Sporting Club Olhanense obtient son propre siège social et des installations sportives considérées à l'époque comme les meilleures de la région d'Algarve au Portugal.
Lors de la saison 1995-1996, le club, qui évolue "modestement" en troisième division, réussit l'exploit d'atteindre les quarts de finale de la Coupe du Portugal (défaite 2-1 face au Sporting Clube de Portugal).
En 2009, le Sporting Clube Olhanense remporte la Liga de Honra au Portugal (la seconde division portugaise), validant son billet pour un retour au sommet parmi l'élite du football portugais.
À la fin de la saison 2013-2014, le club est de nouveau relégué.

## Palmarès
- Campeonato de Portugal (ancienne coupe du Portugal) :
  - Vainqueur : 1924

- Championnat du Portugal de deuxième division : 
  - Champion : 1935, 1972 et 2009

- Championnat du Portugal de troisième division : 
  - Champion : 1970

- Coupe du Portugal : 
  - Finaliste : 1945 (face au Sporting Clube de Portugal)

Compétitions amicales
- Trophée Ville de Lagoa[6] : 2007

## Distinctions et honneurs
- Institution déclarée d'utilité publique en 1980
- Membre honoraire de l'ordre de Don Afonso Henrique
- Médaille du mérite sportif attribué par l'État Portugais en 1980
- Médaille d'or du mérite sportif de la ville d'Olhão

## Anciens joueurs
- Marco Airosa
- Livramento